# Goerdeler-Gymnasium Paderborn
Das Goerdeler-Gymnasium (GG) ist ein städtisches Gymnasium der Stadt Paderborn, benannt nach dem Widerstandskämpfer im Nationalsozialismus Carl Friedrich Goerdeler. Es befindet sich am westlichen Rand der Kernstadt Paderborn. Die 1967 errichtete Schule besuchen im Schuljahr 2017/18 etwa 700 Schüler, die von 70 Lehrkräften unterrichtet werden. Schulleiterin ist seit 2021 Oberstudiendirektorin Manuela Ziemer. Sie folgte Helga Lazar (Schulleiterin von 2009 bis 2021), Günter Wortmann (Schulleiter von 1993 bis 2008) und dem Gründungsschulleiter Alfons Kohstall, der das Gymnasium von 1967 bis 1993 geleitet hat.

## Geschichte
Im März 1966 beschloss die Stadt Paderborn, am westlichen Stadtrand ein zweites Gymnasium in städtischer Trägerschaft zu errichten. Es sollte das erste koedukativ geführte Gymnasium in Paderborn werden. Am 7. September 1967 war der erste Schultag für das Städtische Neusprachliche Gymnasium für Jungen und Mädchen in Entwicklung. Zwei Schulklassen des fünften Schuljahres bezogen Pavillons neben der Sankt Georg-Volksschule an der Erzbergerstraße. Am 10. September 1969 begannen die Bauarbeiten an der Goerdelerstraße für den Schulneubau. Bevor dieser am 16. August 1971 bezogen werden konnte, wurden für mehrere Jahre die Räume der Lutherschule am Abdinghof mit benutzt. Da sich im allgemeinen Sprachgebrauch schnell die Begriffe Gymnasium an der Goerdelerstraße oder Goerdeler-Gymnasium durchsetzten, erhielt die neue Schule Ende 1972 offiziell ihren heutigen Namen.
Im Jahr 1975 wurde der letzte von vier Bauabschnitten fertiggestellt und 1976 wurde das erste Abitur am Goerdeler-Gymnasium abgeschlossen. 47 Schüler erhielten die Allgemeine Hochschulreife. Es folgte bis 1981 die Errichtung der Außensportanlagen mit einem Rasensportplatz, einer 400-m-Laufbahn und einem Hartplatz.
Für das Schuljahr 2023/2024 ist die Schule als Bündelungsgymnasium ausgewiesen.

## Profil

### MINT-Freundliche Schule
Das Gymnasium wurde 2016 für seine MINT-Schwerpunktsetzung (Mathematik, Informatik, Naturwissenschaften und Technik) im Rahmen der Bildungsmesse didacta in Köln geehrt und mit dem Siegel MINT-freundliche Schule ausgezeichnet.
Von der fünften Klasse bis zum Abitur werden am Goerdeler-Gymnasium Mathematik und nahezu durchgehend mindestens zwei weitere Naturwissenschaften (Biologie, Chemie, Physik, Informatik) unterrichtet. Naturwissenschaftlich interessierte Schüler können ihr Wissen und ihre Fähigkeiten in der Naturwissenschaftlichen Profilklasse, durch die Differenzierungskurse Bio-Chemie und Informatik sowie die naturwissenschaftlichen Ergänzungsstunden in den Klassen 8 und 9 vertiefen. In der Oberstufe werden zusätzlich zum Fach Mathematik Biologie, Chemie, Physik und Informatik zur Fachwahl angeboten.

### Profilklassen in der Erprobungsstufe
Im Rahmen der zweijährigen Erprobungsstufe können sich die Schüler bei ihrer Anmeldung für besondere Profilklassen entscheiden, die unterschiedliche Schwerpunkte setzen und damit individuell die Neigungen und Interessen der Schüler fördern.

#### Bläserklasse
Im zweijährig angelegten Bläserklassen-Projekt erlernen die Kinder seit 2003 in Kooperation mit der Städtischen Musikschule Paderborn ein von der Schule ausgeliehenes Blasinstrument (z. B. Flöte, Saxophon, Klarinette, Posaune oder Trompete). Von Anfang an steht das gemeinsame Musizieren in der „Klassenband“ im Vordergrund.

#### Naturwissenschaftliche Klasse
Seit dem Schuljahr 2013/2014 bietet die Schule im Rahmen ihres MINT-Profils eine naturwissenschaftliche Klasse („NaWi“-Klasse) an. In den Jahrgangsstufen 5 und 6 erhalten die Schüler der NaWi-Klasse eine zusätzliche Profilstunde im Vormittag. Die Kinder erforschen in klein gehaltenen Lerngruppen experimentell Fragestellungen naturwissenschaftlicher Alltagsphänomene aus der Physik, Chemie und Biologie, die über die Pflichtthemen des regulären Unterrichts hinausgehen.

## Sprachenfolge
Am Goerdeler-Gymnasium werden vier moderne Fremdsprachen und Latein unterrichtet. Alle Schüler beginnen in Klasse 5 mit Englisch.
Danach gibt es an mehreren Stellen der Schullaufbahn die Wahlmöglichkeit verschiedener weiterer Fremdsprachen: In Klasse 7 kommt als zweite Fremdsprache Französisch oder Latein hinzu. Als dritte Fremdsprache stehen (im Rahmen der differenzierten Mittelstufe im Wahlpflichtbereich II) die Sprachen Französisch, Latein oder Spanisch zur Wahl. Zu Beginn der gymnasialen Oberstufe werden in der Einführungsphase die Sprachen Französisch, Spanisch und (in Kooperation mit den Innenstadtgymnasien) Russisch als neu einsetzende Fremdsprachen angeboten.

## Auszeichnungen
- Schule ohne Rassismus – Schule mit Courage:  2010 wurde die Schule mit dem Titel Schule ohne Rassismus – Schule mit Courage ausgezeichnet. Die SV der Schule hat in den letzten Jahren zahlreiche Aktionen und Projekte initiiert, um mit und für die Schulgemeinde das Verständnis zwischen verschiedenen Kulturen und Weltanschauungen zu verbessern, Vorurteile abzubauen und das Miteinander zu fördern.
- Mint-freundliche Schule: Das Gymnasium wurde 2016 für seine MINT-Schwerpunktsetzung (Mathematik, Informatik, Naturwissenschaften und Technik) im Rahmen der Bildungsmesse didacta in Köln geehrt und mit dem Siegel „MINT-freundliche Schule“ ausgezeichnet.[8]
- ICDL-Prüfungszentrum: Die Schule ist anerkanntes Prüfungszentrum für den Europäischen Computerführerschein ICDL. Schüler können den Computerführerschein zu vergünstigten Konditionen ablegen und sich entweder selbstständig auf die Prüfungen vorbereiten oder sich durch Angebote der Schule vorbereiten lassen.
- Medienscouts NRW-Schule:  Seit dem Schuljahr 2016/17 trägt die Schule das Abzeichen „Medienscouts NRW-Schule“. Die Landesanstalt für Medien Nordrhein-Westfalen (LfM) vergibt das Abzeichen an Schulen, an denen die Arbeit von Medienscouts besonders engagiert umgesetzt wird und in denen Medienkompetenz einen Schwerpunkt in ihrem Schulprogramm bildet.
- Lernpotenziale – Individuell fördern im Gymnasium:  Die Schule nimmt seit 2012 teil am Projekt Lernpotenziale. Individuell fördern im Gymnasium des Schulministeriums NRW und der Stiftung Mercator.
- Zukunftsschule NRW:  Im Projekt „Zukunftsschulen NRW“ – Netzwerk Lernkultur / Individuelle Förderung" ist das Goerdeler-Gymnasium Referenzschule innerhalb eines Netzwerkes mit der Alme-Grundschule Wewer und der Von-Fürstenberg-Realschule Paderborn.

## Partnerschulen

### Liceum II Morawskiego in Przemysl
Seit 1992 pflegt das Goerdeler-Gymnasium die Schulpartnerschaft mit dem Liceum II Morawskiego im polnischen Przemysl insbesondere durch regelmäßige gegenseitige Besuche und Schüleraustauschprogramme. Für die Teilnehmer stellt jeweils der unmittelbare Austausch über die Lebensgewohnheiten und Lebensziele im Vordergrund.

### John Buchan Middle School in Sennelager
Seit Mai 2001 gibt es dieses Austauschprogramm des Goerdeler-Gymnasiums mit der britischen Auslandsschule John Buchan Middle School in Sennelager.

## Vereine
Zwei Jahre nach der Gründung der Schule wurde 1969 der Förderverein für das Goerdeler-Gymnasium ins Leben gerufen. Das satzungsgemäße Ziel des Vereins ist die Bereitstellung von Mitteln zum Ausbau schulischer Einrichtungen und zur Förderung der Schüler und ihrer Ausbildung, soweit öffentliche Gelder nicht vorhanden sind.
Im Oktober 1997 wurde ein Verein der ehemaligen Schüler ins Leben gerufen und im Vereinsregister als „Goerdeler Alumni Club – Verein der Ehemaligen des Goerdeler-Gymnasiums Paderborn e.V.“ eingetragen. Ziel des Vereins ist es in erster Linie, den Kontakt unter den ehemaligen Schülern und zur Schule zu fördern und zu beleben. Um den Austausch zu fördern, veranstaltet der GAC Treffen und Veranstaltungen. Zur Unterstützung der Berufsfindung veranstaltet der Alumni Club regelmäßig Berufsinformationsabende für aktuelle Schüler unter Teilnahme von Ehemaligen.